# Articulation métacarpo-phalangienne

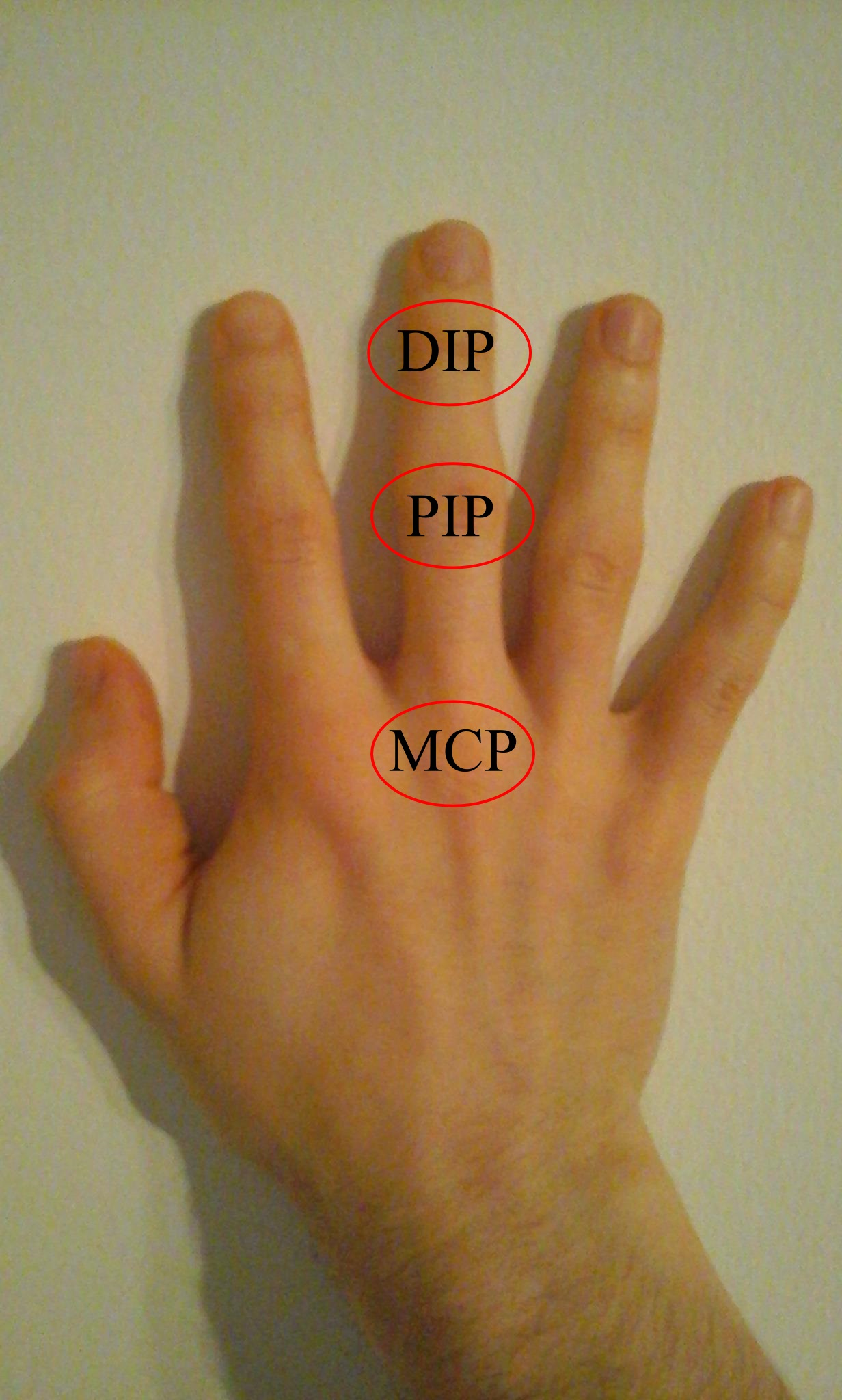
L'articulation métacarpo-phalangienne du majeur (MCP)..

Les articulations métacarpo-phalangiennes sont les articulations situées à la base des doigts au niveau de la paume de la main et qui unissent les métacarpiens aux phalanges proximales de la main.

## Description
Les articulations métacarpo-phalangiennes sont des articulations ellipsoïdes.

### Surfaces articulaires
Elles sont constituées des surfaces articulaires arrondies de la tête des métacarpiens et des cavités peu profondes des bases des phalanges proximales.

### Moyens d'unions
La capsule articulaire lâche s'insère sur une crête osseuse de la tête métacarpienne et à proximité de la surface articulaire de la base de la phalange proximale.
Elle est renforcée par le ligament palmaire des articulations métacarpo-phalangiennes et par deux ligaments collatéraux des articulations métacarpo-phalangiennes.
Le ligament palmaire s'attache fermement à la base de la phalange et de façon plus lâche au niveau du col du métacarpien. Il fusionne latéralement avec les ligaments collatéraux et devant avec le ligament métacarpien transverse profond.
Les tendons des muscles interosseux et des muscles lombricaux de la main contribuent également à la stabilité latérale de l'articulation.

## Anatomie fonctionnelle
Les articulations métacarpo-phalangiennes possèdent deux degrés de liberté :
- la flexion d'une amplitude de 90° et extension d'une d'amplitude de 30°,
- l'adduction d'une amplitude de 30° et abduction d'une amplitude de 30°.

### Motricité musculaire
Pour la flexion et l'extension les muscles suivant interviennent :
| Emplacement | Flexion | Extension                                                                       |
| doigts      | muscle fléchisseur superficiel et profond des doigts, muscles lombricaux et interosseux de la main, assistés dans le cas du petit doigt par le muscle court fléchisseur du petit doigt. | muscles extenseur des doigts, extenseur de l'index et extenseur du petit doigt. |
| pouce       | muscles long et court fléchisseur du pouce. | muscles long extenseur et court extenseur du pouce.                             |

## Aspect clinique
L'arthrite des articulations métacarpo-phalangiennes est une caractéristique de la polyarthrite rhumatoïde,. Alors que celle des articulations interphalangiennes distales est celle de l'arthrose.

## Anatomie comparée
Chez de nombreux quadrupèdes, en particulier les chevaux, l'articulation métacarpo-phalangienne est appelée « boulet ».